# Sheryfa Luna (album)
Pour l'artiste, voir Sheryfa Luna.
Albums de Sheryfa Luna
Vénus
(2008)
Singles
1. Quelque part
Sortie : 26 octobre 2007[1]
2. Il avait les mots
Sortie : 21 janvier 2008[2]
3. D'ici et d'ailleurs
Sortie : 5 mai 2008[3]

Sheryfa Luna est le premier album de la chanteuse de RnB, Sheryfa Luna. Il est sorti en France le 19 novembre 2007 sous le label ULM. 
Il a été enregistré dans un court délai de 3 mois après sa victoire à l'émission Popstars et a été produit par Benjamin Chulvanij, un des membres du jury de cette même émission. Alors que son premier single Quelque part est un succès en se classant premier des ventes plusieurs semaines durant, le titre du second single est annoncé : il s'agit de Il avait les mots.
Le 28 avril 2008, l'album est réédité en tant qu'édition Jewel Box. Cette version contient les 14 titres d'origine ainsi que 3 remixés, dont la version single de D'ici et d'ailleurs.

## Liste des titres
| 1.    | Aime moi                          | Sulee B Wax, Jena Lee                                  | 4:11 |
| 2.    | Fais un pas                       | Sulee B Wax, Jena Lee                                  | 4:07 |
| 3.    | Quelque part                      | Trak Invaders, Jena Lee                                | 4:26 |
| 4.    | Il avait les mots                 | Trak Invaders, Dave Mundele Siluvangi, Singuila        | 3:47 |
| 5.    | Tant que je chante                | Laure Milan, Grégory Gallerne                          | 3:13 |
| 6.    | Non                               | Sulee B Wax, Jena Lee, Yann Molin                      | 3:34 |
| 7.    | D'ici et d'ailleurs               | Youssoupha Mabiki, Dr Swing, Luc Ollivier, Yann Le Men | 3:59 |
| 8.    | Des choses qui ne se disent pas   | Kery James, Greg K                                     | 3:37 |
| 9.    | Je ne céderai pas (featuring VR.) | Sulee B. Wax, Hervé Monny (VR)                         | 2:59 |
| 10.   | On ressent                        | Dave Mundele Siluvangi, Singuila                       | 3:53 |
| 11.   | Au revoir                         | Dave Mundele Siluvangi, Singuila                       | 4:23 |
| 12.   | Interlude                         | Sheryfa Luna, Ibtissem Benghamen                       | 0:35 |
| 13.   | Larmes (featuring Laure Milan)    | Laure Milan, Younès Azenkoud, Jérémie Charbonnel       | 3:07 |
| 14.   | Garder cette vie                  | Sulee B Wax, Jena Lee                                  | 4:15 |
| 50:06 |                                   |                                                        |      |

| 15. | Quelque part (featuring Youssoupha)      | Sulee B. Wax, Jena Lee           |      |
| 16. | Il avait les mots (featuring Léa Castel) | Dave Mundele Siluvangi, Singuila | 3:47 |
| 17. | D'ici et d'ailleurs (Remix)              | Youssoupha Mabiki                |      |

## Classement hebdomadaire
| Classement (2007-2008)       | Meilleure position |
| ---------------------------- | ------------------ |
| Belgique (Wallonie Ultratop) | 9                  |
| France (SNEP)                | 3                  |
| Suisse (Schweizer Hitparade) | 48                 |